# La Tuerka
La Tuerka est une émission de télévision espagnole d'interviews, produit par Producciones CMI et diffusée par Público TV, la chaîne de streaming de Público, sur Internet. L'émission est diffusée du lundi au vendredi à 22h.
À ses débuts en 2010, l'émission était diffusée du lundi au jeudi, en simultané sur les différentes chaînes de l'Association des télévisions locales de la Communauté de Madrid (Télé K (es) Vallecas, Canal 33 Madrid (es) Provincia Madrid, Tele Leganés, Tele Cuatro Caminos distrito de Chamberí y Tetuán, Canal Norte Alcobendas y San Sebastián de los Reyes, Tele Corredor Campiña del Henares en la Provincia de Madrid et Tele Alcalá). Avec le temps, certaines ont arrêté la diffusion, en général parce qu'elles ont arrêté leur activité à cause des dettes ou de l'impossibilité d'obtenir une fréquence de diffusion légale au niveau local.
Le nom de l'émission fait référence au mot espagnol tuerca, qui signifie écrou. Le logo de l'émission reprend d'ailleurs la forme hexagonale d'un écrou.

## Histoire
La Tuerka est née comme une émission de télévision amateur créée en 2010 par un groupe de personnes liées à la faculté de Sciences Politiques et de Sociologie de l'université Complutense de Madrid, et plus précisément de l'association étudiante Contrapoder et du réseau de chercheurs La promotora. Elle a d'abord été diffusée sur Télé K, puis sur Canal 33 (toutes les deux des chaînes de la télévision numérique terrestre de la Communauté de Madrid) et enfin sur Público TV, la chaîne de streaming de Público. La première émission a été diffusée le 18 novembre 2010.

## Saisons
Première (novembre 2010 - juin 2011) et deuxième saison (septembre 2011 - juin 2012) : émission hebdomadaire sur Télé K. Présentateur et directeur : Pablo Iglesias Turrión.
Troisième saison (septembre 2012 - 26 juin 2013) : émission hebdomadaire sur Canal 33. Présentateur et directeur : Pablo Iglesias Turrión.
Quatrième saison (septembre 2013 - juin 2014) et cinquième saison (depuis le 30 septembre de 2014)
La cinquième saison a commencé le 30 septembre 2014. Dans cette saison La Tuerka passe d'un format d'une émission hebdomadaire à quatre émissions différentes :
- Un autre tour de Tuerka (Otra vuelta de Tuerka) : chaque dimanche. Présenté par Pablo Iglesias. Il consiste en une interview face à face avec diverses personnalités. Entre autres, le présentateur Jesús Cintora (es), la politique et avocate Cristina Almeida[5] et l'ex-joueur de basket-ball Fernando Romay[6],[7] ont été interviewés.
- La Tuerka District Fédéral (La Tuerka Distrito Federal) : chaque mardi, émission d'investigation, de reportage et de débat présentée par Noelia Vera et Tania Sánchez.
- La Tuerka News : chaque mercredi. émission informative et humoristique présenté par Facu Díaz et Héctor Juanatey. Il inclut La Pizarra de Masa, passage basé généralement sur des vidéos politique de différentes personnes qui montrent une certaine ignorance à propos des thèmes qu'ils traitent et qui sont analysés par Masademócrata.
- En Clave Tuerka : chaque jeudi. Une tertulia avec divers invités présentée par Juan Carlos Monedero.

## Financement
Juan Carlos Monedero a créé une société limitée unipersonnelle (es) (un des types de société à responsabilité limitée en Espagne) appelée "Caja de Resistencia Motiva 2 Producciones S. L." en octobre 2013 et il déclare que cette société finance La Tuerka,.

## Prix
En octobre 2014, l'émission a été récompensée par les Prix Projecteurs du Journalisme 2014.